# Mariamne I
Mariamne I (en grec antic Μαριάμμη) va ser filla d'Alexandre Asmoneu, fill d'Aristòbul II, i d'Alexandra la filla d'Hircà II. El seu avi Hircà la va prometre a Herodes el Gran l'any 41 aC. L'enllaç no es va produir fins al 38 aC. En aquest moment Herodes estava assetjant Jerusalem i va deixar per un temps el setge per anar a Samaria per consumar el matrimoni, en el que estava molt interessat per enllaçar la família herodiana amb la casa dels asmoneus o macabeus i reforçar així la seva legitimitat com a rei.
L'any 36 aC Mariamne va influir en la deposició del gran sacerdot Ananel, i el càrrec va ser donat a l'asmoneu (o macabeu) Aristòbul III, germà de Mariamne. Aristòbul va morir ofegat (segurament assassinat) el 35 aC. Marc Antoni va cridar Herodes davant seu per respondre de la seva participació en aquesta mort, l'any 34 aC, i quan va marxar va donar ordes al seu oncle Josep que si era condemnat no deixés viva a Mariamne, que sospitava que Marc Antoni volia per a ell.
Herodes va poder tornar tranquil·lament i la seva mare Cipros i la seva germana Salomé I que havien estat avergonyides per Mariamne pel seu inferior naixement, van incitar a Herodes contra la seva dona; d'altra banda, Mariamne es va assabentar de l'orde donada (sembla que per una relació poc clara amb Josep). Herodes va fer matar Josep, acusat de revelar el secret, i va fer empresonar a Alexandra la mare de Mariamne l'any 30 aC.
La caiguda de Marc Antoni, del que Herodes havia estat un lleial, el va obligar a anar a veure a Octavi August i oferir la seva lleialtat, i pel cas de què fos mort o empresonat, es va assegurar la successió a la seva casa fent matar el vell Hircà II, avi de Mariamne i va tancar a Mariamne i Alexandra a la fortalesa de Alexandrium, donant ordres a dos servidors de noms Soemos i Josep, de matar-les si no tornava. Soemos va revelar l'orde a Mariamne, i quan Herodes va tornar Mariamne li va mostrar una forta aversió i una vegada almenys li va retreure les morts del seu germà i del seu avi.
Cipros i Salomé I van continuar instigant a Herodes i finalment Salomé va convèncer el porta copes de la cort de denunciar a Mariamne al·legant que li havia demanat administrar a Herodes una droga d'amor al seu vi; el porta copes va ser sotmès a tortura i va revelar que Mariamne l'odiava perquè havia estat informada per Soemos de l'orde de mort sobre ella. Soemos va ser immediatament executat i Mariamne portada a judici acusada d'adulteri amb Soemos, i el mateix rei va dirigir l'acusació. Els jutges no van poder fer res més que condemnar-la. Herodes li volia commutar la pena però Cipros i Salomé I van insistir que hi podia haver una revolta popular a favor de la casa dels asmoneus i l'havia de fer executar cosa que finalment va fer l'any 29 aC o poc després. Del remordiment Herodes va agafar unes febres.